# Kaori Kawanaka
Kaori Kawanaka (jap. 川中香緒里 Kawanaka Kaori; ur. 3 sierpnia 1991) – japońska łuczniczka, brązowa medalistka olimpijska. Startuje w konkurencji łuków klasycznych.